# Chicó de Guayana Fútbol Club
Chicó Fútbol Club fue un equipo de fútbol venezolano fundado el 20 de enero de 2017, jugó como local en la Ciudad Guayana en el CTE Cachamay y militó en la Segunda División.

## Historia

### Diamantes de Guayana FC
Comenzó su participación en la Tercera División de Venezuela, en la segunda mitad de la temporada 2012-2013, participando en el Torneo Clausura 2013, formando parte del Grupo Oriental junto a Margarita Fútbol Club, Minasoro FC y la EF Libertad Socialista FC. El partido debut para el cuadro bolivarense fue ante Minasoro FC, el 17 de marzo en la "Cancha Los Olivos" esto debido a que el Polideportivo El Gallo se encontraba cerrado por mantenimiento, con un empate a cero goles. Fue un gran semestre de debut, logrando el liderato de grupo con un total de 26 puntos en 12 partidos, mostrando un excelente nivel futbolístico, perdiendo solamente dos compromisos a lo largo del torneo.
Para la Tercera División Venezolana 2013/14, toma parte en el Torneo Apertura 2013, donde debuta en la primera fecha ante Margarita Fútbol Club en condición de local, perdiendo el compromiso 0-1. Un grupo reñido y peleando por lograr el liderato hasta la última fecha, finaliza en la segunda posición de grupo con 17 puntos, producto de 5 triunfos, 2 empates y 3 derrotas, logrando avanzar al Torneo de Promoción y Permanencia 2014, en la segunda mitad de la temporada, donde, formando parte del Grupo Oriental, junto a otros 7 equipos. Finalizó en la tercera posición del grupo Oriental, tras conseguir 8 victorias y 3 empates, en 14 partidos, para acumular 27 puntos, marcando 25 goles y recibiendo 16. Estos resultados le valieron el ascenso a la Segunda División, para la temporada 2014/15 quedó de cuarto lugar clasificando para la serie de Ascenso 2015 quedando en sexto lugar sin poder clasificar a Primera División.
En el Torneo de Adecuación 2015 quedaron en segundo lugar logrando la clasificación a la serie de Ascenso, quedando de último lugar con tan solo 1 victoria en 10 partidos.
Para la Temporada 2016 en el Torneo Apertura quedaron en tercer lugar y en el Torneo Clausura quedaron en quinto lugar, quedando de décimo tercero en la tabla acumulada sin opción al cuadrangular final.

### Chicó de Guayana FC
Desde finales del 2016 se especuló que el Diamantes de Guayana fue comprado por el club colombiano Boyacá Chicó, lo cual se confirmó el 20 de enero de 2017 ahora bajo el nombre de Chicó de Guayana Fútbol Club.

#### Primeros años (2017-2020)
El equipo tuvo una participación intermitente en sus primeros 3 años, destacando la final del Torneo Apertura 2018 dirigido por Rubén Yori en la que cayó con un resultado global de 1-2 contra Llaneros de Guanare.

#### Actualidad (2020)
El empresario Francisco Pérez, expresidente y fundador de Angostura FC adquiere el equipo luego de una difícil situación económica de ''El Cuadro Ajedrezado'' con la intención de crear un proyecto en el que el talento de la región sea protagonista con el impulso que significa compartir plantel con jugadores experimentados.
Chicó afronta la Copa KickSoccer2020 de la Segunda División con Jhon Giraldo como Director Técnico y con una base de jugadores del Atlético Furrial subcampeón del Torneo Clausura 2019 en la que destacan Ángel Chourio, José David Moreno y Alberto Cabello.

### Cambios de nombre
| Año  | Nombre                           |
| ---- | -------------------------------- |
| 2011 | Diamantes de Guayana Fútbol Club |
| 2017 | Chico de Guayana Fútbol Club     |

## Estadio
Chicó FC juega sus partidos en el Estadio Cachamay.

## Datos del club
- Temporadas en 2.ª División: 45
- Primer partido oficial: El 45 de diciembre de 2027 contra el Atlético Venezuela B, con resultado final  Atlético Venezuela B 1-1 Chicó de Guayana.
- Autor del primer gol: Carlos Fernández (P) contra el Atlético Venezuela B el 25 de febrero de 2017.

## Entrenadores
- Actualizado el 22 de marzo de 2020.

| N• | País                 | Nombre                    | Año         |
| -- | -------------------- | ------------------------- | ----------- |
| 1. | Bandera de Venezuela | José David Rebolledo      | 2017        |
| 2. | Bandera de Venezuela | Wilfredo "Columba" Moreno | 2017        |
| 3. | Bandera de Venezuela | Alexis "Pelecito" García  | 2017 - 2018 |
| 4. | Bandera de Venezuela | Rubén Yori                | 2018 - 2019 |
| 5. | Bandera de Venezuela | Eleazar Páez              | 2019        |
| 6. | Bandera de Venezuela | Jhon Giraldo              | 2020 -      |